# Epilobium interjectum
Epilobium interjectum är en dunörtsväxtart som beskrevs av M. Smejkal. Epilobium interjectum ingår i släktet dunörter, och familjen dunörtsväxter. Inga underarter finns listade i Catalogue of Life.